# 井雲くす
井雲 くす（いぐも くす、1989年7月5日 - ）は、日本の漫画家。女性。青森県出身。『コミックメガストアH』2010年11月号（コアマガジン）にて「あたしの勝ち！」で漫画家デビュー。サークル「PKグリッスル」を主宰している。

## 来歴
『艦隊これくしょん -艦これ- ケッコンカッコカリアンソロジー』のカバーイラストを担当。
成人向け漫画家の収入について特集した、2015年2月2日に放送されたフジテレビの「マネースクープ」に出演。
2015年11月25日から2018年2月24日まで、『月刊アフタヌーン』（講談社）で藤沢数希の小説を原作とした『ぼくは愛を証明しようと思う。』を連載。同作が井雲の同誌初登場作品となる。

## 作品リスト

### 一般漫画
- 『ぼくは愛を証明しようと思う。』 （『月刊アフタヌーン』2016年1月号[8] - 2018年4月号[7]、全3巻）

### 成人向け漫画
- 『終夜セクソロジー』 （2012年3月31日[9]、コアマガジン〈メガストアコミックス340〉、ISBN 978-4-86436-274-0）
- 『僕だけの夕闇』 （2013年11月19日[9]、コアマガジン〈メガストアコミックス388〉、ISBN 978-4-86436-554-3）
- 『村又さんの秘密』 （2020年1月31日[9]、コアマガジン〈メガストアコミックス609〉、ISBN 978-4-86653-391-9）

### その他
- 甘詰留太『ナナとカオル Black Label』第3巻初回限定版付属「ゴージャス同人誌」（2013年2月28日発売[10]、白泉社） - 参加[10]
- 『ナナとカオル』100回記念企画（『ヤングアニマル』2014年22号[11]） - コメント寄稿[11]